# Ed, Edd og Eddy
Ed, Edd og Eddy (originaltitel: Ed, Edd n Eddy er en tegnefilmserie skabt af Danny Antonucci bestående' af 5 sæsoner og en spillefilm, der sendes på tv-stationen Cartoon Network. Den danske versionering af serien er lavet af SDI Media (oprindeligt SUN Studio ved eftersynkroniseringens påbegyndelse).

## Handling
Serien handler om tre drenge, Ed, Edd og Eddy (Ed'erne), der bor i et forstads miljø, der finder på numre til at fuppe de andre børn i kvarteret, for at få penge til at købe hold kæft-bolsjer/kæbeknusere. De prøver også at virke mere modne overfor de andre børn i kvarteret, især Eddy.

## Rollefigurer

### Ed
Ed er arbejdshesten i gruppen. Han er meget uhygiejnisk og dum (Derfor kalder Reinar ham nogen gange "Dumskalle"), men han er også utrolig stærk. Desuden har han en høj smertemodstand og kan klare selv det utroligste. Ed har en lillesøster som hedder Sarah. Han elsker også høns og har flere gange forsøgt at stjæle nogen fra Reinars landbrug, men uden held. Ed har ingen hage og bare et enkelt, langt øjenbryn som strækker sig over begge øjnene, og Eddy kalder ham derfor nogen gange for «Monobryn». Ed kan især godt lide monsterfilm og er afhængig af sovs, hvad der tydeligt ses i afsnittet "Alle væddemål er Ed", hvor han skal undvære sovs en hel dag. Han har tilmed et badekar fyldt med sovs. Derudover kan han også lide tegneserier og kakaoskind. Hans værelse ligger et noget usædvanligt sted, nemlig i husets kælder. Han har en lyseblå tunge og rødlilla gane. Han går klædt i en rød-hvid stribet T-shirt, en grøn jakke, blå bukser og sorte sko.

### Edd
Edd (bedre kendt som Dobbelt-D pga. de to D'er i hans navn, og for at undgå forveksling med Ed) er den kloge fyr i gruppen og fungerer som gruppens planlægger. Hans mellemanvn er Marion. Han går med en hue, som han aldrig tager af, og kun Ed og Eddy har set hvad der er under den. Edd er også svært optaget af hygiejne, noget som kan føre til uenigheder mellem ham og Ed. Edd er et ordensmenneske, som sætter mærkater på alt hvad han ejer, og så har han en myrefarm bestående af 5.238 myrer (optælling fra afsnittet "Stop, kig og Ed" og 401 flere end i "Pilfingeren"). Han har også en masse pligter i hjemmet, hvilket tydeligt ses på alle de gule sedler der hænger rundt omkring. Disse sedler er sat op af hans forældre og er næsten den eneste form for kontakt han har til dem, da de næsten aldrig er hjemme.
Hans tunge er mintgrøn og hans gane er lilla. Han går klædt i en rød T-shirt, lilla shorts, røde sokker, der går op til knæene, og blå sko. 

### Eddy
Eddy er gruppens leder. Han er en energisk fyr som er ivrig efter at tjene penge og besat af at spise kæbeknusere. Han skyer ingen midler for at narre penge ud af de andre børn i nabolaget og kommer ofte med hårrejsende og raffinerede planer for at opnå det. Han har en storebror, som han er vældig stolt af, og som de andre børn både respekterer og er bange for. Eddys mellemnavn er Skipper, og så er han fan af sangeren Tom Jones og Barry White, hvilket kan ses på plakaterne på hans værelse. Hans tunge er giftgrøn og hans gane er orange. Han går klædt i en gul T-shirt (med en lilla kant), lyseblå bukser og røde skohæle. 
Eddy's storebror:
Eddys storebror ses for første og eneste gang i filmen "Ed, Edd and Eddy's Big Picture Show", og er den eneste voksne person man nogensinde har set fuldt ud i serien. I filmen går sandheden endelig op for de andre børn, nemlig at Eddy slet ikke er stolt af sin storebror, fordi han er en led tyran, der ikke laver andet end at drille ham. De andre børn får medlidenhed med Eddy og begynder endelig at gøre det, som har været hele seriens hovedformål, nemlig at respektere Eddy.

### Carsten (Eng: Kevin)
Carsten er den sejeste fyr i nabolaget og den som ofte har noget morsomt at sige. Han kalder tit Ed-drengene fjolser, skvat, tumper og klovne. Hans kæreste ejendel er, sammen med hans kasket, hans racercykel. Carsten prøver ofte at fedte for Søs ved at imponere hende med sportspræstationer og meget andet. Så vidt vides er der kun 3 følgende ting Carsten er bange for:
- At være under pres.
- Eddys storebror.
- Nåle-indsprøjtninger.

Hans gane er lilla ligesom Dobbelt-D's og han er den eneste der har en rød tunge. Han går klædt i en lysegrøn bluse, sorte shorts og grå sko.
Han elsker at se når der sker noget slemt med de andre, med undtagelse af Søs selvfølgelig.

### Reinar (Eng: Rolf)
Reinar er en rar fyr fra Centraleuropa. Hans egentlige oprindelsesland er ukendt, men at dømme efter hans accent og kulturelle levevis er han højst sandsynligt fra Schweiz. Han tilbringer det meste af tiden med at hædre sine forfædre, som for eksempel «Den Store Nano», gennem mærkelige skikke. Han driver et lille landbrug i sin baghave og forvirrer Ed'erne konstant. Blandt de dyr han har kan nævnes: Nogle høns, en ko, en gris der hedder Wildfred, og en ged der hedder Victor.
Reinar har en lilla tunge og rødlilla gane. Han har blåt hår (om det er farvet eller ej vides ikke) og går klædt i en gul bluse (med en rød stribe på midten), lyseblå bukser og store rød-gule sko. Reinar har også en forkærlighed for kød, ja faktisk spiser han stort set ikke andet (altså ud over kæbeknusere), hvorfor han er så stærk. Reinar er også den højeste af seriens 12 hovedpersoner.

### Jonny
Jonny er en småsær dreng, hvis bedste ven og 'rådgiver' er en lille planke med et påtegnet ansigt (kaldet Bræt i sæson 1 og Planke i sæson 2-5). Han har en meget livagtig fantasi, som gør ham i stand til at tale med ikke levende objekter, hvorfor han også ved hvad Planke siger. For det meste siger Planke onde ting og får også Johnny til at gøre ting, der ikke altid er lige venlige mod de andre på den blinde vej. Johnny har en underlig hovedform som gør at han af og til ender med at sidde fast i små åbninger, for eksempel mellem to grene, i et klatrestativ og så videre.
Hans tunge er mintgrøn ligesom Dobbelt-D's og hans gane er lyserød. Han går klædt i hvid T-shirt, blå bukser og sandaler. Johnny er en af de mere naive personer i serien og derved et let offer for Ed'ernes planer.

### Sarah
Sarah er Ed's irriterende, forkælede lillesøster, som elsker at herse med sin bror for at få det som hun vil. Hendes bedste ven er Flemming, som hun står meget nær, og der er da også gentagne gange set eksempler på hvad der sker hvis nogen generer Flemming eller decideret tager ham fra hende. Hun har ekstremt voldsomt temperament og kommer tit op at slås med Ed´erne.
Hendes tunge er lilla og ganen er gulgrøn. Hun har orange hår og går klædt i lyserød top, lyseblå bukser og sorte sko. Ligesom sin bror Ed er hun meget stærk, så det er sandsynligvis en ting, der ligger til familien. Sarah er også småforelsket i Dobbel-D, hvilket ses i flere episoder, bl.a. "En Ed for meget" (Eng: An Ed Too Many) og "Må jeg få den næste dans Ed" (Eng: May i have this Ed ).

### Flemming (Eng: Jimmy)
Flemming er en svækling med tandregulering og han er Sarahs bedste ven og dybt knyttet til hende. Der findes flere eksempler på hvad der sker med ham hvis nogen prøver at tage Sarah fra ham, fx i afsnittet "En Ed for meget" (Eng: An Ed Too Many), hvor Dobbelt-D af ikke-romantiske årsager giver Sarah en blomst, hvilket får Sarah til at forelske sig i Dobbelt-D. Flemming er også en stor ulykkesfugl og dukker næsten altid op med en skade eller skavank på kroppen. Han afskyr vold og hans store ønske er at alle i nabolaget skal være venner.
Hans tunge er lilla ligesom Reinars og Sarahs, og hans gane er rødlig. Hans hår minder lidt om halefjerene på en høne (Sagt af Reinar i afsnittet "Eds lærling"), og han går klædt i tyrkis bluse, hvide bukser og sorte sko.
Flemming som figur er et par gange blevet kritiseret af amerikanske forældre for at være for homo-agtig, primært pga. hans tøjstil, hans lyse stemme og hans pigede adfærd.

### Søs (Eng: Nazz)
Søs er en pige med godt humør og ofte den mest afslappede og modne af dem alle. Alle drengene (Undtagen Flemming og Reinar) er forelsket i hende. Hun ser ud til at være den mest normale på den blinde vej. Hun har lyserød gane og lyseblå tunge, ligesom Ed. Hun har blond hår og går klædt i en sort-hvid top, blå bukser og sorte sko. I et flashback i afsnittet "Alle andre end Ed" (Eng: Every Which Way but Ed) afsløres det at Søs engang har været tyk, noget som sagtens kan være en reference til Monica fra tv-serien Venner, som også var tyk i sine unge dage.

### Krank-søstrene (Eng: Kanker Sisters)
Krank-søstrene, Lis, Maja og Marie, er tre ækle søstre som altid er på kærlighedsjagt efter Ed, Edd og Eddy. De bor i en campingvogn på den anden siden af nabolaget. Lis har rødt krøllet hår og går klædt i en polkaprikket kjole, blå bukser og sorte sko. Maya har langt blond hår og går klædt i en grå T-shirt, røde bukser og sorte sko. Marie har blåt hår og går klædt i sort kjole, grønne bukser og sorte sko. Alle i nabolaget både afskyr og er hunderæd for dem.
Ligheder med Ed'erne:
- Lis (Eng: Lee)er forelsket i Eddy og er en slags leder i søskendeflokken, nøjagtig ligesom at Eddy er leder af Ed-drengene.
- Maja (Eng: May) er en stereotyp dum blondine, og derfor også forelsket i Ed.
- Marie og Dobbelt-D har som sådan ingen synlige lighedspunkter, da Marie hverken er regelret, overdrevet renlig eller den klogeste af søstrene.

## Danske Stemmer
- Ed – Peter Secher Schmidt
- Edd (Dobbel-D) – Vibeke Dueholm
- Eddy – Søren Ulrichs
- Flemming – Mille Hoffmeyer Lehfeldt
- Johnny – Mathias Klenske
- Karsten – Mikkel Christiansen
- Søs – Mille Hoffmeyer Lehfeldt
- Regner – Mathias Klenske
- Sarah – Annevig Schelde Ebbe
- Maja Klank – Annevig Schelde Ebbe
- Marie Klank – Mille Hoffmeyer Lehfeldt
- Lis Klank – Vibeke Dueholm